# Orcheston St George
Orcheston St George var en civil parish fram till 1934 då den blev en del av Orcheston, i grevskapet Wiltshire, i England. Civil parish var belägen 17 km från Salisbury och hade 229 invånare år 1931.